# Marine Boyer
Marine Clémence Boyer (Saint-Benoît, 22 maggio 2000) è una ginnasta francese, vincitrice della medaglia di bronzo con la squadra ai Mondiali 2023.

## Biografia
Originaria dell'isola della Riunione, Marine Boyer è cresciuta a Melun, in Francia, iniziando a praticare la ginnastica all'età di 5 anni e mezzo.

## Carriera junior
A livello juniores vince, nel 2015, la medaglia d'oro al volteggio al Festival olimpico estivo della gioventù europea di Tbilisi.

## Carriera senior
Nel 2016 inizia a gareggiare a livello senior, vincendo la medaglia d'argento alla trave durante gli Europei di Berna 2016. Con il punteggio 14.600 si è piazzata dietro la russa Alija Mustafina (15.100) e davanti alla rumena Cătălina Ponor (14.266). Vince inoltre il bronzo con la Francia nella gara a squadre. Lo stesso anno conquista anche il suo primo titolo individuale ai campionati francesi.
All'età di 16 anni partecipa alle Olimpiadi di Rio de Janeiro 2016, guadagnando l'accesso alla finale alla trave con il nono posto alle qualificazioni (14.600). Resta ai piedi del podio con un quarto posto finale (14.600), dietro la statunitense Simone Biles medaglia di bronzo col punteggio 14.733.
Disputa i Giochi del Mediterraneo di Tarragona 2018 vincendo la medaglia d'oro alla trave, davanti all'italiana Giada Grisetti, e l'argento nella gara a squadre. Ottiene con la squadra francese il secondo posto agli Europei di Glasgow 2018, oltre a vincere il bronzo alla trave.

### 2021: Olimpiadi di Tokyo
A giugno viene scelta per partecipare ai Giochi olimpici di Tokyo 2020, insieme a Aline Friess, Melanie De Jesus Dos Santos e Carolann Heduit.
Il 25 luglio prende parte alle Qualifiche, tramite le quali la Francia accede alla finale a squadre al quarto posto.
Il 27 luglio la Francia termina al sesto posto nella finale a squadre.